# Automolis paniscus
Automolis paniscus là một loài bướm đêm thuộc phân họ Arctiinae, họ Erebidae.